# Guerra de la Marmita
La guerra de la Marmita fue un enfrentamiento militar (sin batallas sustanciales) en la que se enfrentaron el emperador José II del Sacro Imperio Romano Germánico y las Provincias Unidas de los Países Bajos. Fue tan famosa porque la propaganda holandesa dijo que la única «víctima» del conflicto era una marmita, que había sido agujereada por un proyectil.
- Datos: Q1406399